# Drug Design, Development and Therapy
Drug Design, Development and Therapy, abgekürzt Drug Des. Dev. Ther., ist eine wissenschaftliche Fachzeitschrift, die vom Dove Medical-Verlag veröffentlicht wird. Die Zeitschrift erscheint ausschließlich online und gewährt kostenlosen Zugang zu den Artikeln. Es werden Arbeiten veröffentlicht, die sich mit allen Fragen des Arzneimitteldesigns, der Arzneimittelentwicklung und der klinischen Anwendung beschäftigen.
Der Impact Factor lag im Jahr 2014 bei 3,028. Nach der Statistik des ISI Web of Knowledge wird das Journal mit diesem Impact Factor in der Kategorie medizinische Chemie an 17. Stelle von 59 Zeitschriften und in der Kategorie Pharmakologie und Pharmazie an 76. Stelle von 254 Zeitschriften geführt.